# Marieberg, Kramfors kommun
Marieberg är en by i Bjärtrå socken i Kramfors kommun. SCB klassade orten fram till 2000 om en småort

## Historia
I Marieberg har funnits flera sågverk varav Mariebergs såg var det största. Mariebergs såg lades ner 1970 men flera av sågens byggnader finns idag kvar delvis i förfallet skick. Av detta bildades Mariebergs kulturreservat 2004. Marieberg är ett förorenat område där sanering planeras.

### Befolkningsutveckling
| Befolkningsutvecklingen i Marieberg 1960–2005                           | Befolkningsutvecklingen i Marieberg 1960–2005 | Befolkningsutvecklingen i Marieberg 1960–2005 | Befolkningsutvecklingen i Marieberg 1960–2005 | Befolkningsutvecklingen i Marieberg 1960–2005 |
| ----------------------------------------------------------------------- | --------------------------------------------- | --------------------------------------------- | --------------------------------------------- | --------------------------------------------- |
|                                                                         |                                               |                                               |                                               |                                               |
| År                                                                      |                                               |                                               | Folkmängd                                     | Areal (ha)                                    |
| 1960                                                                    | 1960                                          |                                               | 215                                           |                                               |
| 1990                                                                    | 1990                                          |                                               | 76                                            | 24#                                           |
| 1995                                                                    | 1995                                          |                                               | 60                                            | 24#                                           |
| 2000                                                                    | 2000                                          |                                               | 52                                            | 25#                                           |
| Anm.: Upphörde som tätort 1965. Upphörde som småort 2005. # Som småort. |                                               |                                               |                                               |                                               |